# Theyab Awana
Theyab Awana Ahmed Hussein Al Musabi (arabisch ذياب عوانة; * 8. April 1990 in Abu Dhabi; † 25. September 2011 ebenda) war ein Fußballspieler aus den Vereinigten Arabischen Emiraten, der sowohl in der Jugend als auch im Erwachsenenalter bei Baniyas SC aktiv war.

## Karriere
International vertrat er sein Land vom 24. September bis 16. Oktober 2009 bei der U-20-Weltmeisterschaft in Ägypten, bei der er in den drei Gruppenspielen und dem mit 2:1 gewonnenen Achtelfinale gegen die Auswahl Venezuelas zum Einsatz kam. Sein einziges Tor in diesem Turnier erzielte er im ersten Gruppenspiel gegen die Auswahl Südafrikas mit dem 2:2-Unentschieden in der Nachspielzeit.
Er nahm ferner als Teil der Nationalmannschaft an der Asienmeisterschaft 2011 in Katar teil, schied aber mit der Mannschaft nach der Gruppenphase als Tabellenletzter aus dem Turnier – ohne eingesetzt worden zu sein; wie auch in den Qualifikationsspielen. Sein letztes Länderspiel bestritt er am 23. Juli 2011 in al-Ain beim 3:0-Sieg über Indien im Rahmen der Qualifikation zur Fußballweltmeisterschaft 2014 in Brasilien.
Bekanntheit erreichte er mit dem per Hackentrick verwandelten Elfmeter am 17. Juli 2011 in al Ain zum 6:2-Endstand im Test-Länderspiel gegen den Libanon.
Awana kam am 25. September 2011 bei einem Verkehrsunfall in Abu Dhabi ums Leben. Laut des Polizeiberichts ereignete sich der Unfall auf der Sheikh Zayed Bridge. Awana soll mit seinem Handy während des Fahrens telefoniert haben und starb noch am Unfallort. Er wurde am 26. September 2011 im Anschluss an das Nachmittagsgebet auf dem Friedhof seines Clubs Baniyas in Shamkha, Abu Dhabi beigesetzt.